# Bajfalu
Bajfalu település Romániában, Máramaros megyében.

## Fekvése
Máramaros megye nyugati részén, Felsőbányától délkeletre található.

## Története
A település nevét a XVI. században említik először, a nagybányai uradalom leveleiben, Bajkafalva néven. 
1634-ben a daróczi uradalom része, s vele együtt a Szatmári vár tartozéka volt.
1642-ben ismét a nagybányai uradalom-al együtt tartozik a Szatmári vár-hoz.
1628-ban a Csóffy család -nak volt itt birtoka.
Már az 1800-as években kitűnő, nagy gyógyhatású kénes, konyhasós, jódos ásványvízforrásáról volt híres a település. 
Borovszky Samu az 1900-as évek elején írta a községről: "Bajfalu az Izvor-patak mellett, az Izvora-völgyben fekvő kis oláh község, 79 házzal és 351 túlnyomóan görögkatolikus lakossal…Postája, távírója, vasúti állomása Felsőbányán van".

## Nevezetességek
- Görögkatolikus templom – 1810-ben épült.